# Greve Svømmehal
Greve Svømmehal ligger centralt placeret i Greve kommune.
Svømmehallen har tidligere kunne kalde sig Skandinaviens største svømmehal, og med sine olympiske mål kunne der afholdes internationale stævner. Svømmehallen er stadig en af de største i Danmark.
Det 30 år gamle pyramideformede bygningsværk tårner sig op, ved siden af Greve midtby center og Greve Station.
Svømmehallen har to vipper (1 og 3 meter), tre tårne (5, 7,5 og 10 m tårn), baby-bassin på 34 °C, motionscenter, sauna- og massage-faciliteter.
I svømmehallen tilbydes forskellige former for vandaktiviteter (f.eks. svømning, udspring, vandgymnastik). Greve Svømmehal bliver i dagtimerne brugt af kommunens skoler til skolesvømning på 3. og 4. klassetrin.
I 2008 satte Greve Kommune svømmehallen til salg for at sikre flere midler til udvikling af bymidten.

## Efter renoveringen
Den 28. august 2010 genåbnede svømmehallen efter en omfattende renovering, som begyndte i maj 2009. Både bassiner, vipper, vandbehandlingsanlæg og klinker er blevet fornyet, og der er kommet et helt nyt livredderplateau.

## Før renoveringen
Greve Svømmehal havde et 50 m langt bassin, der til dagligt var delt op i 3 dele. Et 15 m børnebassin på 0,9 m dybde, et 21 m motionsbassin på 1,3 m dybde og et 25 m motionsbassin på 1,8 m og 4,5 m dybde.
Ved særlige lejligheder, såsom stævner, blev gulvet i laveste og midterste bassin, kørt ned til 1,8 m og de to midtervægge, kørt ned i den ene ende, så der i stedet for 3 små bassiner, nu var ét stort på 50 m. som er olympisk mål. Før der kom motionscenter i lokalerne på 1. sal, var der restaurant.